# 尼子政久
尼子 政久（あまご まさひさ）は、戦国時代の武将。尼子経久の嫡男。

## 生涯
父・経久は尼子氏の戦国大名としての礎を築いた名将であるが、政久も父に劣らず智勇に優れた武将であった。また、笛などを嗜む教養人であり、後土御門天皇からその文才を高く評価されている。経久が出雲統一を成し得たのは自身の優秀性のみならず、嫡男である政久の才能によるところも大きい。名前の「政」の字は、父・経久同様に元主君京極政経より偏諱を受けたものである。
永正15年（1518年）、尼子氏の勢力拡大を恐れた桜井宗的が磨石城にて反旗を翻した。経久は政久を総大将とした軍勢を派遣して磨石城の一気攻略を目指す。しかし、堅城ゆえに尼子の大軍をもってしても容易には落ちず、長期戦の様相を呈し始めたことから、尼子軍内部において厭戦気分が流れ始める。政久は得意の笛の音をもって味方の兵を鼓舞し、磨石城を激しく攻め立てた。だが、笛の音が聞こえるほうに城兵側が放った矢の一本が政久の喉に当たり即死してしまう。享年26。

## 死後
経久は将来を嘱望した政久の死を悲しみ、復讐として次男・国久へ磨石城を猛攻するよう命じる。城兵は降伏すら許されず、宗的をはじめとする全てが虐殺されたと言われている。また、経久は政久の系統が断絶することを惜しみ、政久の嫡男・晴久に家督を譲っている。
花実相の大将と賞賛された。